# Revan
Revan – fikcyjna postać z uniwersum Gwiezdnych wojen. Odgrywa on ważną rolę w grach Knights of the Old Republic i Knights of the Old Republic II: The Sith Lords. Jest też bohaterem książki Drew Karpyshyna „Star Wars: The Old Republic: Revan” (2011, wyd. pol. 2012).

## Życiorys

### Rycerz Jedi
Revan urodził się kilka lat po wojnie Sithów (a więc około roku 3990 BBY), na planecie Deralia (według jego relacji, istnieje prawdopodobieństwo, że to może być fałszywa informacja, gdyż w momencie gdy Revan to wspomina, miał już wszczepioną sztuczną osobowość). Już jako dziecko wykazywał się ogromną wrażliwością na działanie Mocy, w związku z czym został zabrany z rodzinnego świata do Akademii Jedi na planecie Dantooine przez Mistrzynię Jedi Kreię, a później został jej Padawanem. W czasie swojej nauki zaprzyjaźnił się z rówieśnikiem, Alekiem. Revan wyjątkowo szybko został mianowany Rycerzem Jedi, jednak zanim mógł zabrać się do wykonywania związanych z tym obowiązków, rozpoczęły się wojny mandaloriańskie. Młodego Jedi oburzyła bezczynność członków Rady Jedi, która nie chciała, aby strażnicy pokoju i sprawiedliwości stali się żołnierzami Republiki i zabroniła im angażowania się w działania wojenne. Revan jednak nie zrezygnował. Pod pretekstem szukania padawana odleciał w kierunku Malachoru V, zakazanego świata. Miał nadzieję, że znajdzie tam coś, co pozwoli pokonać najeźdźców.

### Zatracenie
Malachor V był jedną z planet-sanktuariów, gdzie dawni Sithowie gromadzili swe artefakty. Przeszukując podziemne kompleksy, Jedi musiał stawić czoło pokusom ciemnej strony Mocy, ale nie uległ im – a przynajmniej tak mu się wówczas wydawało. Wmawiał sobie, że chce jedynie dobra Republiki, podczas gdy powoli zatracał się w ciemnej stronie Mocy.
Revan zadecydował, że piąta planeta systemu Malachor posłuży mu jako „fabryka” wielkich wojowników, którzy przeciwstawią się Mandalorianom, a następnie pomogą podbić Republikę. Powrócił więc na Dantooine, gdzie potajemnie zaczął namawiać studentów do walki z najeźdźcami. Wielu z nich, z Malakiem na czele, stanęło murem za nowym dowódcą, który pokierował ich na Malachor V. Tam rzeczywiście przemienili się w armię – jednak w coraz większym stopniu była to armia Mrocznych Jedi, posługujących się Ciemną Stroną Mocy. Revan jednak nie za bardzo się tym przejął – Mrok nie zdawał się już być dlań czymś, czego należało unikać, a stał się pociągający. Upadły Jedi wkrótce znalazł też nowe miejsce na nauczanie adeptów nauk Sith – Dolinę Mrocznych Lordów na Korribanie. Założył tam Akademię Sithów, której pierwszym namiestnikiem został Jorak Uln.
Revan wystarał się o poparcie również wśród znamienitych dowódców wojskowych. Przedstawił niektórym z nich swój plan zgładzenia Mandalorian, po czym wielu z nich, w tym sam Admirał Saul Karath, dowódca krążownika „Lewiatan”. opowiedziało się po jego stronie. Zgromadzona flota rozpoczęła przy udziale wiernych Revanowi Jedi kontrofensywę, która okazała się zdumiewająco skuteczna. Manadalorianie byli coraz bardziej spychani w kierunku systemu Malachor, gdzie miał mieć miejsce punkt kulminacyjny planu.
W tytanicznym starciu nad Malachorem V siły Mandalorian zostały rozbite. Liczba ofiar po obu stronach była ogromna – doświadczenie takiej skali śmierci pchnęło większość wiernych Revanowi Jedi na Ciemną Stronę. Nieliczni, którzy wydawali się zbyt odporni lub wierni Radzie lub Republice, już wcześniej wysłani zostali przez Revana na najbardziej narażone na atak Mandalorian placówki, na których zginęli.

### Gwiezdna Kuźnia
Tuż po zwycięstwie nad Mandalorianami Revan ogłosił dowódcom, że planuje wypowiedzieć wojnę Republice. Sam zaś obwołał się nowym Mrocznym Lordem i przyjął imię Darth Revan.
Nowa armia potrzebowała jednak zaopatrzenia oraz dodatkowych okrętów, jeśli miałaby stawić czoła siłom Republiki. Duchy Malachor V podpowiedziały Revanowi, iż klucz do zwycięstwa nad Republiką znajduje się w starych ruinach na Dantooine, o których Zakon Jedi wiedział, lecz nie zwracał na nie uwagi. Darth Revan przywdział czarną maskę, która została w pewnym sensie jego znakiem rozpoznawczym, i razem z Malakiem (który też przyjął tytuł „Darth” i pozostał uczniem Revana) wyprawił się w tajemnicy na Dantooine. Przed wejściem do ruin uczeń ostrzegł go, że wstąpienie do środka oznacza całkowite zaprzedanie się Ciemnej Stronie. Revan był jednak zdecydowany. W kompleksie ruin odnaleźli starożytny artefakt zwany Gwiezdną Mapą. Była ona co prawda uszkodzona, jednak dało się z niej odczytać cztery światy, które wskazywała: Tatooine, Kashyyyk, Manaan i Korriban. Droid strażniczy wspomniał też coś o Gwiezdnej Kuźni – Sithowie byli przekonani, że chodzi o jakąś broń bądź nowoczesną fabrykę.
Odnalezienie na poszczególnych planetach kolejnych map nie było łatwe, ale dzięki wskazówkom z nich pochodzących udało się Sithom trafić do układu planetarnego niezamieszczonego na żadnych mapach, Lehon. Znajdowała się w nim Gwiezdna Kuźnia – fabryka zdolna dzięki technologii Rakatan tworzyć z energii Mocy sprzęt wojenny i okręty. Aby dostać się na pokład owej stacji kosmicznej, Revan i Malak wkupili się w łaski potomków Rakatan, zamieszkujących jedną z planet systemu. Umożliwili oni wejście do starej świątyni, gdzie znajdowały się sekrety całego gatunku. Sithowie przejęli kontrolę nad Kuźnią i pozwolili swoim inżynierom wprowadzić do jej komputerów dane swoich okrętów. Fabryka ruszyła, wytwarzając setki rodzajów śmiercionośnych broni. Wszystko było gotowe do ataku.

### Atak na Republikę
Po ostatecznym zwycięstwie nad Mandalorianami, Sithowie zaatakowali światy Republiki. Osłabiona stratami po Wojnach Mandaloriańskich, Republika była kompletnie nieprzygotowana na kolejne starcie. Przeciwko Sithom stanęli wspomagający ją Jedi – konflikt, który ogarnął Galaktykę wkrótce uzyskał miano wojen domowych Jedi.
W pewnym momencie kampanii Malak zdecydował się wystąpić przeciw swojemu dotychczasowemu mistrzowi. W czasie bitwy z oddziałem Jedi, którego zadaniem było pojmanie Mrocznego Lorda, okręt Malaka otworzył ogień do jednostki flagowej Revana. Ten został śmiertelnie ranny, jednak Bastila Shan, Jedi dowodząca grupą abordażową, zdołała utrzymać go przy życiu. Przy tym zawiązała się między nimi niewidzialna nić Mocy – rodzaj więzi duchowo-umysłowej. Podczas gdy ocalali Jedi ratowali nieprzytomnego Sitha i ewakuowali go w bezpieczne miejsce, Malak mianował się Mrocznym Lordem Sithów i przejął władzę nad armią walczącą przeciw Republice.

### Wymazanie pamięci
Okazało się, że na skalę strategiczną „śmierć” Revana niewiele zmieniła. Malak okazał się nadspodziewanie dobrym strategiem i dalej prowadził swoją armię do zwycięstwa, chociaż w sposób mniej finezyjny niż Revan, który chciał pokonać Republikę bez niszczenia jej infrastruktury. Tymczasem Rada Jedi na Dantooine debatowała, co zrobić z Upadłym Jedi. Wielu uważało, że zasługuje na śmierć, inni opowiadali się za pozostawieniem go przy życiu. Tak też się stało – ze względu na łączącą Revana z Bastilą więź, uratowany, lecz pozbawiony pamięci Mroczny Lord został przydzielony do jej oddziału.

### Drugie wcielenie
Rok później, Revan zaokrętował się na okręt Bastili – Endar Spire. W trakcie misji w Rubieżach, Endar Spire został zaatakowany i zniszczony przez dowodzone przez Dartha Bandona siły Sithów nad opanowaną przez nich planetą Taris. Część załogi ocalała dzięki kapsułom ratunkowym.
Revan, wraz z żołnierzem, Carthem Onasi, wylądował w kapsule na powierzchni planety. Dowiedział się, że Bastili również udało się ujść z życiem. Współpracując z Twi'lekanką, Mission Vao i jej przyjacielem, Wookieem Zaalbarem, Revan i Onasi odnaleźli i uwolnili uwięzioną Jedi. Następnie, wraz z robotem astromechanicznym T3-M4 i najemnym Mandalorianinem, Canderousem Ordo, porwali należący do lokalnego przywódcy Kantoru, Davika Kanga, frachtowiec Mroczny Jastrząb, którym pomyślnie umknęli z Taris przed bombardowaniem orbitalnym zarządzonym przez Malaka, które całkowicie spustoszyło planetę.
Cała grupa udała się do Enklawy Jedi na Dantooine. Tam Bastila przekonała Radę, że warto podjąć ryzyko ponownego wprowadzenia Revana na ścieżkę Jedi, by pomógł im pokonać Malaka. Ze względu na tajemnicze odejście Mistrzyni Kreii, tym razem szkolenie przeprowadził Twi'lek Zhar Lestin. Częścią treningu było „oczyszczenie gaju ze skazy Ciemnej Strony” – skazą była zbuntowana Jedi Juhani – Revanowi udało się ją przywrócić ku światłu. W wizjach sennych Revan widział siebie jako Mrocznego Lorda Sithów (choć nie zdawał sobie z tego sprawy) i Malaka wchodzących do ruin. Razem z Bastilą skierowali się tam i odnaleźli tę samą Gwiezdną Mapę, którą przed ponad dwoma laty Revan odkrył jako Mroczny Jedi. Rada zleciła im odnalezienie podobnych artefaktów na wyznaczonych planetach.
Podczas poszukiwań Revan pozyskał kolejnych towarzyszy: Szarego Jedi Jolee'go Bindo oraz pozbawionego pamięci droida „protokolarnego” HK-47, który później okazał się być droidem-zabójcą skonstruowanym przez Revana lata wcześniej. Ów droid, choć był przeznaczony właśnie do niszczenia i destrukcji, działał też jak protokolant, potrafił tłumaczyć większość języków galaktyki. Mimo przeszkód w rodzaju łowcy nagród Calo Norda czy Dartha Bandona, który był uczniem Malaka, bohaterom udało się odnaleźć kolejne trzy Gwiezdne Mapy. W drodze na planetę z piątą mapą zostali zaskoczeni przez statek Sithów, „Lewiatana”, i pojmani przez ich siły.
Admirał Karath wyjawił uwięzionym, że Enklawa Jedi na Dantooine została całkowicie zniszczona, a Malak był w drodze na okręt. Revan i reszta drużyny zostali jednak uwolnieni przez jednego z towarzyszy. Podczas ucieczki doszło do konfrontacji Revana i Bastili z Malakiem, który, dzięki informacjom Admirała, poznał swego dawnego Mistrza i nie omieszkał mu o tym powiedzieć. Wywiązała się walka, w której Bastila poświęciła się i związała walką Malaka, pozwalając Revanowi, który nie odzyskał jeszcze dawnego poziomu kontroli nad Mocą, umknąć z pokładu Lewiatana.
Po zdobyciu ostatniej mapy Mroczny Jastrząb poleciał wraz z załogą do systemu Gwiezdnej Kuźni. Dzięki pomocy Rakatan dostali się do wielkiej świątyni. Na szczycie czekała jednak Bastila, przeciągnięta przez Malaka na Ciemną Stronę.
Bastila próbowała namówić Revana, by przypomniał sobie, kim kiedyś był i żeby wspólnie rządzili galaktyką. Ten jednak zamiast tego przypomniał sobie, ile zła wyrządził w poprzednim wcieleniu i kategorycznie odmówił. Zrezygnowana Upadła Jedi umknęła na Gwiezdną Kuźnię, a jej śladem ruszył Revan z załogą w Mrocznym Jastrzębiu. Carth Onasi wysłał wcześniej wiadomość o lokalizacji systemu do Admirał Forn Dodonny, toteż siły Republiki już rozpoczynały atak.
Revan wraz z innymi Jedi wdarli się na pokład stacji. Dawnemu Sithowi udało się dotrzeć aż do serca złowrogiej fabryki – czekała tam na niego Bastila. Revan długo ją namawiał, by odrzuciła Ciemną Stronę Mocy, oprócz tego wyznał jej miłość. Tym razem dziewczyna zdecydowała się posłuchać przyjaciela. Powiedziała też, że wbrew Kodeksowi Jedi (który zabrania silnych uczuć i namiętności) odwzajemnia jego uczucia i stwierdziła, że to właśnie miłość ją uratowała. Ukochany polecił jej pomóc Republice swoją Medytacją Bitewną, i Bastila tak zrobiła. Revan ruszył na mostek Gwiezdnej Kuźni, gdzie czekał już na niego Darth Malak. Ten który odrzucił swoje dziedzictwo (czyli Revan) okazał się być lepszy w pojedynku. Revan został zmuszony do zabicia Mrocznego Lorda Sithów, który już ciężko ranny przyznał, że droga Ciemnej Strony jednak nie dawała szczęścia. Rycerz Jedi z drużyną umknęli z Gwiezdnej Kuźni, która została zniszczona przez siły Republiki.
Na planecie Rakatan, Lehon, doszło później do wielkiej ceremonii z okazji powrotu Revana na ścieżkę Światła. Jedi i wszyscy jego towarzysze zostali odznaczeni Krzyżem Chwały – wówczas najwyższym odznaczeniem Republiki. Z gry The Old Republic i z powieści Drew Karpyshyna „Star Wars: The Old Republic: Revan” wynika, że Revan i Bastila mieli syna imieniem Vaner, a ich dalekim potomkiem jest mistrzyni Jedi Satele Shan.
W roku 3954 BBY Revan, niepokojony sennymi koszmarami i złymi przeczuciami, udał się wraz z Mandalorianinem, Canderousem Ordo, na mroźną planetę Rekkiad, gdzie odnalazł grobowiec starożytnego Sitha, Lorda Dramatha Drugiego, a w nim Maskę Mandalore'a, dzięki której odzyskał część utraconych wspomnień. Następnie samotnie podjął wyprawę na planetę Nathema w Nieznanych Regionach, by tam znaleźć odpowiedzi na pozostałe pytania. Tam jednak został zestrzelony i wzięty do niewoli przez Sithankę, Darth Nyriss, i służącego jej Lorda Scourge'a, po czym uwięziony na planecie Dromund Kaas, stolicy Imperium Sithów, i poddany przesłuchaniom, jednak bezskutecznym. Towarzyszący Revanowi robot T3-M4, który pozostał na Nathemie, zdołał naprawić zniszczony statek Revana i wrócić do Bastili Shan i opowiedział jej, co się stało z Revanem. Trzy i pół roku później Revan został uwolniony za sprawą przybyłej mu na ratunek Wygnanej Jedi – Meetry Surik, a także w wyniku intrygi Lorda Scourge'a, który postanowił obalić Imperatora Sithów i liczył na pomoc Revana. Wkrótce Revan, Meetra i Scourge wspólnie zaatakowali Imperatora, jednak podczas walki Lord Scourge zdradził i zabił Meetrę, a Imperator poraził Revana błyskawicami Mocy, a później uwięził go w klatce energii w tajnym więzieniu, trzymając w stanie zawieszenia między życiem a śmiercią. Imperator usiłował wyssać Moc z Revana i wydobyć z niego informacje o Jedi i Republice. Jednocześnie Revan próbował manipulować Imperatorem, wzmacniając jego lęk przed śmiercią i odwieść go od pomysłu najazdu na Republikę.

## Alternatywy
W grach komputerowych, w zależności od decyzji podjętych przez gracza, możliwe są następujące różnice w przebiegu historii Revana. Żadna z nich nie jest uznawana za kanoniczną.

### Płeć
Płeć Revana zależy od wyboru podjętego przez gracza podczas tworzenia postaci. W kanonie Gwiezdnych wojen przyjęto, że Revan był mężczyzną.

### Zakończenie
W grze możliwa jest też poniższa, niekanoniczna wersja historii Revana:
Bastila próbowała namówić Revana, by przypomniał sobie, kim kiedyś był i żeby wspólnie rządzili galaktyką. Revan zgodził się na propozycję Bastili i zabił towarzyszy, z którymi przybył do Świątyni. Po powrocie na Mrocznego Jastrzębia oznajmił pozostałym członkom drużyny, że mają przed sobą Mrocznego Lorda Sithów. Nie wszyscy chcieli zgodzić się na ten wybór: Mission i Zaalbar zginęli w walce (alternatywnie: Zaalbar na polecenie Revana zabił Mission), a Carth Onasi uciekł. Canderousowi, HK-47 i T3-M4 nie przeszkadzało to, kim ponownie stał się Revan. W czasie walk na Gwiezdnej Kuźni Bastila użyła Medytacji Bitewnej wspomagając flotę Sithów, co spowodowało zniszczenie sił republikańskich oraz śmierć Tokare Vandara i admirał Dodonny. Revan odnalazł Malaka i pokonał go, zostając ponownie niekwestionowanym Mrocznym Lordem Sithów.

### Usunięte zakończenie
W grze planowane było trzecie, tragiczne zakończenie: Jeżeli gracz grał postacią żeńską i udało mu się rozkochać w sobie Cartha Onasi, to do momentu walki z Malakiem akcja gry przebiegała identycznie z powyższym zakończeniem. Po pokonaniu Malaka pojawiał się jednak Carth Onasi, który błagał Revan, by przemyślała swoje postępowanie i pozwoliła flocie Republiki na zniszczenie Kuźni. Normalnie gracz w odpowiedzi może kazać Bastili zabić Cartha, lub zrobić to samemu. Pierwotnie jednak gracz miał trzecią opcję – mógł zgodzić się i zabić Bastilę, dzięki czemu przestałaby ona wspierać flotę Sithów swoją Medytacją Bitewną, pozwalając flocie Republiki na zniszczenie Kuźni. Zanim by to nastąpiło, dwoje zakochanych mogłoby cieszyć się w spokoju swoją bliskością.
Zakończenie to zostało w pełni ukończone, włączając w to nagranie dialogów. Zostało jednak zablokowane w finalnej wersji gry. W sieci istnieją jednak modyfikacje pozwalające na jego przywrócenie. W świetle wydarzeń drugiej części gry zakończenie to jest zdecydowanie niekanoniczne.

### Losy towarzyszy
Możliwe są następujące zmiany w toku gry:
- HK-47 nie został wykupiony przez Revana ze sklepu na Tatooine.
- Juhani została zabita przez Revana na Dantooine lub na planecie Rakatan.
- Jolee został zabity przez Revana na planecie Rakatan.
- Mission została zabita przez Zaalbara lub Revana na planecie Rakatan.
- Zaalbar został zabity przez Revana próbując bronić Mission.
- Bastila została Czarną Lady Sithów u boku Revana, lub zginęła z jego ręki.
- Carth został zabity przez Revana.